# Diocesi di Botriana
La diocesi di Botriana (in latino Dioecesis Botrianensis) è una sede soppressa e sede titolare della Chiesa cattolica.

## Storia
Botriana, in Tunisia, è un'antica sede episcopale della provincia romana dell'Africa Proconsolare, il cui primate era il vescovo di Cartagine.
È dibattuta la reale collocazione geografica del sito di Botriana, che non è ancora stato identificato. Secondo Serge Lancel il suffisso in -iana è tipico delle località della provincia della Bizacena e indica una località di ambito rurale.
Un solo vescovo è noto di questa sede. Alla conferenza di Cartagine del 411, che vide riuniti assieme i vescovi cattolici e donatisti dell'Africa, partecipò per parte donatista Donatus episcopus Botrianensis, che dichiarò di non avere competitore cattolico nella sua diocesi.
Dal 1933 Botriana è annoverata tra le sedi vescovili titolari della Chiesa cattolica; dal 7 agosto 1993 l'arcivescovo, titolo personale, titolare è Renzo Fratini, già nunzio apostolico in Spagna e Andorra.

## Cronotassi

### Vescovi residenti
- Donato † (menzionato nel 411) (vescovo donatista)

### Vescovi titolari
- Jean-Marie Lesourd, M.Afr. † (18 ottobre 1951 - 14 settembre 1955 nominato vescovo di Nouna)
- Thomas Mongo † (21 novembre 1955 - 5 luglio 1957 nominato vescovo di Douala)
- Jean-Baptiste Musty † (4 ottobre 1957 - 8 dicembre 1992 deceduto)
- Renzo Fratini, dal 7 agosto 1993